# Opiętek grądowiec
Opiętek grądowiec (Agrilus olivicolor) – gatunek chrząszcza z rodziny bogatkowatych i podrodziny Agrilinae. Zamieszkuje Europę i Syberię.

## Taksonomia
Gatunek ten opisany został po raz pierwszy w 1857 roku przez Ernsta Hellmutha von Kiesenwettera.

## Morfologia
Chrząszcz o mocno wydłużonym ciele długości od 4 do 4,5 mm. Ubarwienie ma oliwkowozielone do brązowozielonego, u samic z lepiej wyrażonym rudym odcieniem na głowie i przedpleczu. Głowa zaopatrzona jest w duże oczy niemal stykające się z przednią krawędzią przedplecza. U samicy wewnętrzne krawędzie oczu są proste. Czułki cechują się członami od piątego do ósmego tak długimi jak szerokimi, o lekko wyokrąglonych kątach zewnętrznych. Przedplecze ma podwójną krawędź boczną, a środkiem jego powierzchni biegnie płytka bruzda podłużna. Pokrywy są porośnięte równomiernie rozmieszczonymi, białawymi, nieco spłaszczonymi, łuseczkowatymi włoskami. Okrywa z włosków nie jest przerwana ciemną przepaską poprzeczną za środkiem ich długości, natomiast czasem bywa ograniczona do podłużnego pasma wzdłuż szwu. Brzegi boczne wyrostka przedpiersia nie są równoległe. Rowek wzdłuż krawędzi ostatniego widocznego sternitu odwłoka jest przy wierzchołku odgięty do wewnątrz. Ponadto powierzchnia tego sternitu ma przed tym rowkiem dodatkowe, głębokie bruzdy poprzeczne. Genitalia samca odznaczają się silnie asymetrycznym edeagusem.

## Ekologia i występowanie
Owad rozmieszczony jest od nizin po niżej położone tereny górskie. Zasiedla lasy, zarośla, parki i grody. Kambiofagiczne larwy przechodzą rozwój w grabach, leszczynach, a przypuszczalnie też dębach. Osobniki dorosłe obserwuje się od maja do września.
Gatunek palearktyczny, znany z Hiszpanii, Francji, Belgii, Niemiec, Szwajcarii, Austrii, Włoch, Szwecji, Norwegii, Estonii, Polski, Czech, Słowacji, Węgier, Białorusi, Ukrainy, Mołdawii, Rumunii, Bułgarii, Słowenii, Chorwacji, Bośni i Hercegowiny, Serbii, Czarnogóry, Albanii, Macedonii Północnej, Grecji, europejskiej części Turcji oraz europejskiej i syberyjskiej części Rosji.